# 2B1 Oka
Il 2B1 Oka (in cirillico: 2Б1 Ока?) è un cannone semovente d'artiglieria da 420 mm sviluppato e costruito in Unione Sovietica alla fine degli anni cinquanta. 2B1 è la designazione GRAU.

## Sviluppo e tecnica
Lo sviluppo dell'Oka venne avviato nel 1957 sfruttando l'impianto motore ed alcune parti del telaio del carro armato T-10. Il suo scafo (Oggetto 273) fu progettato e costruito dallo Stabilimento Kirov di Leningrado (oggi San Pietroburgo).
L'armamento principale era costituito da un cannone lungo 20 m, in grado di sparare un proiettile da 750 kg alla distanza di 45 km. A causa della complessità delle operazioni di caricamento, la celerità di tiro era di circa un colpo ogni cinque minuti.
Le prove condotte mostrarono che il progetto presentava diversi inconvenienti, tra i quali il rinculo eccessivamente forte, che parecchi componenti non riuscivano a sopportare (ad esempio, danneggiando i pignoni del sistema di guida, oppure staccando la scatola del cambio dai suoi agganci).
Lo sviluppo proseguì fino al 1960, quando l'idea dei "supercannoni" fu abbandonata in favore dei missili balistici tattici.